# Boston (Georgie)
Boston je město v Thomas County, v Georgii, ve Spojených státech amerických. V roce 2011 žilo ve městě 1316 obyvatel.

## Demografie
Podle sčítání lidí v roce 2000 žilo ve městě 1417 obyvatel, 553 domácností a 382 rodin. V roce 2011 žilo ve městě 597 mužů (45,4%), a 719 žen (54,6%). Průměrný věk obyvatele je 39 let.